# Pseudechis weigeli
Pseudechis weigeli là một loài rắn trong họ Rắn hổ. Loài này được Wells & Wellington mô tả khoa học đầu tiên năm 1987.

## Hình ảnh

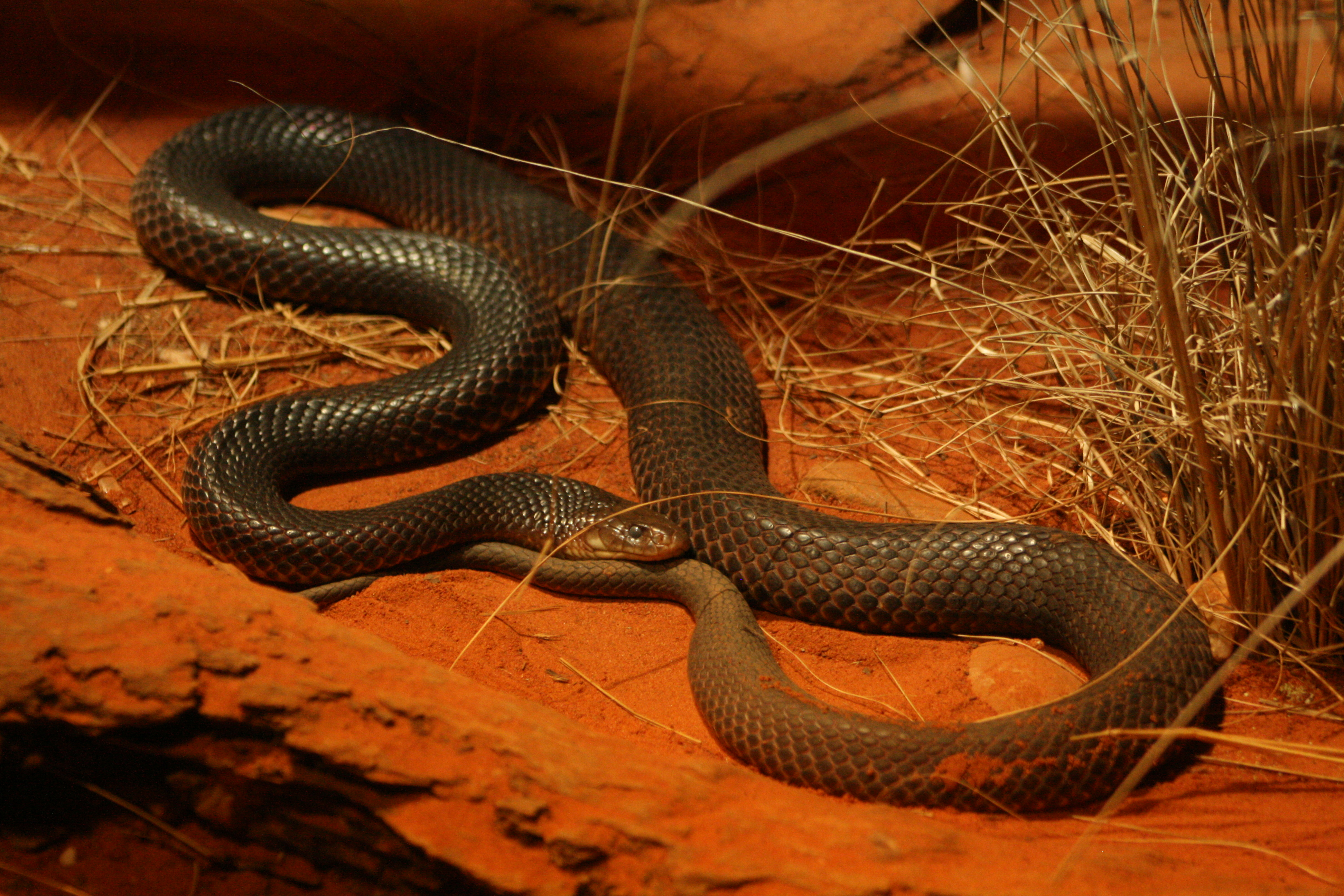
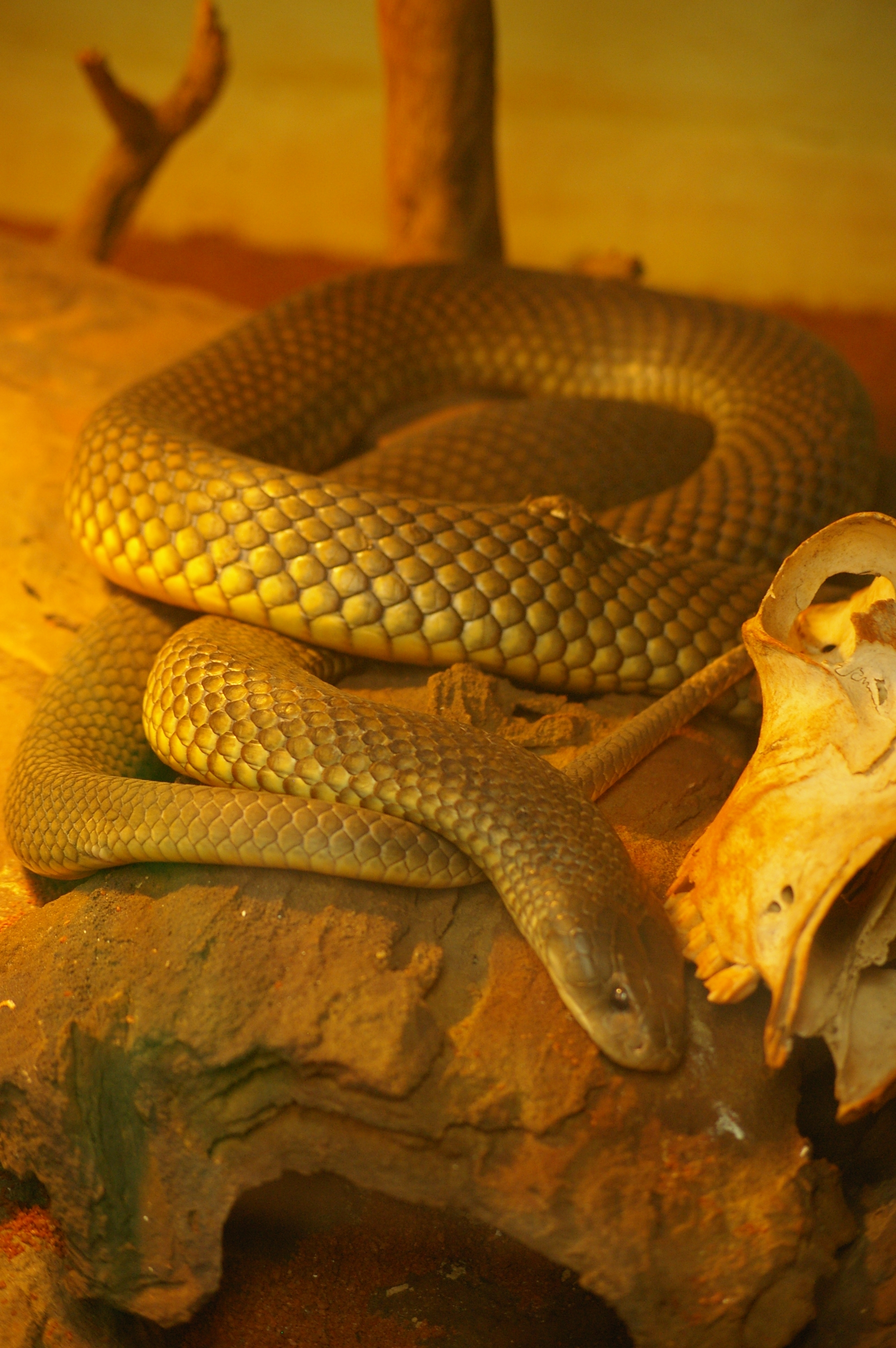
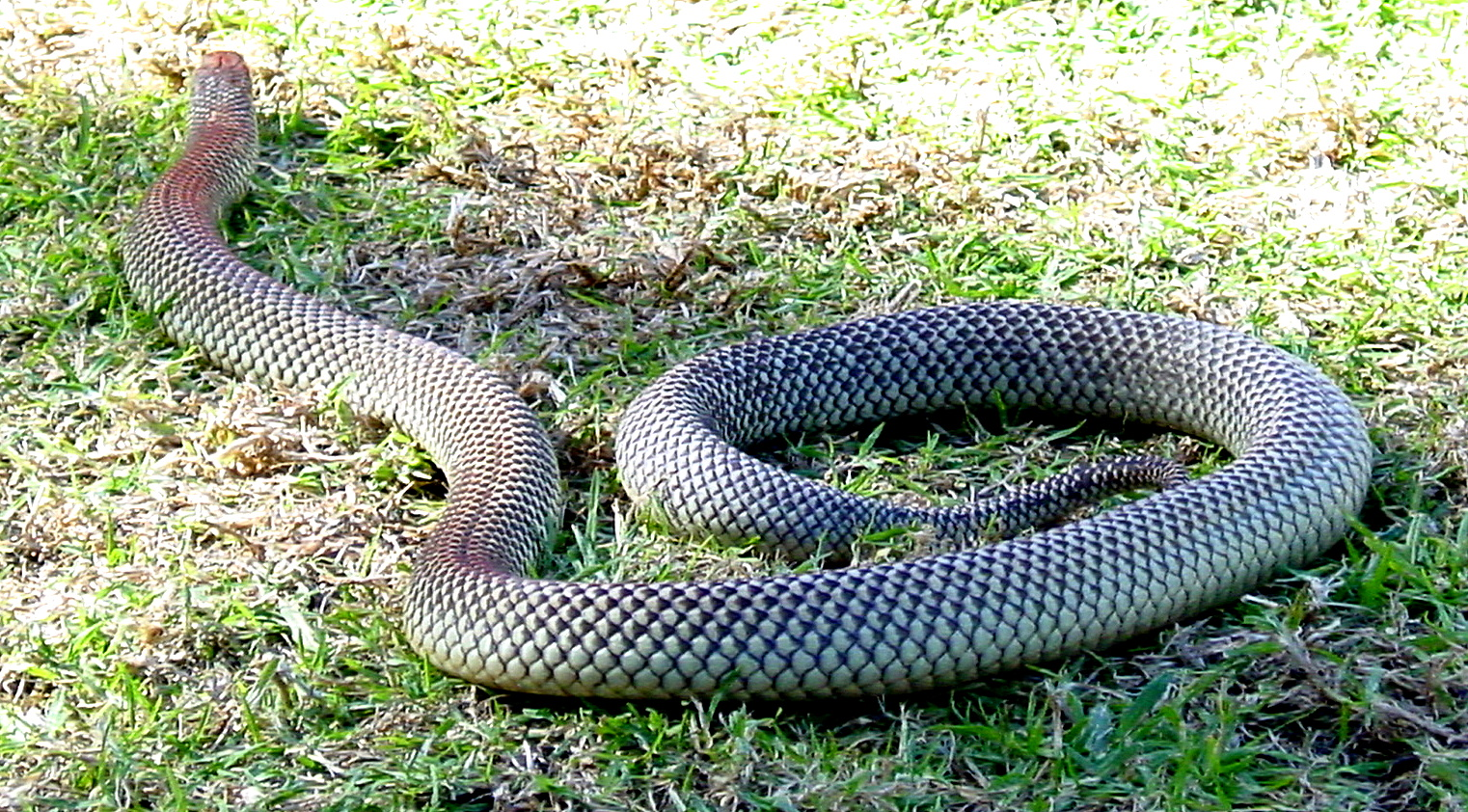
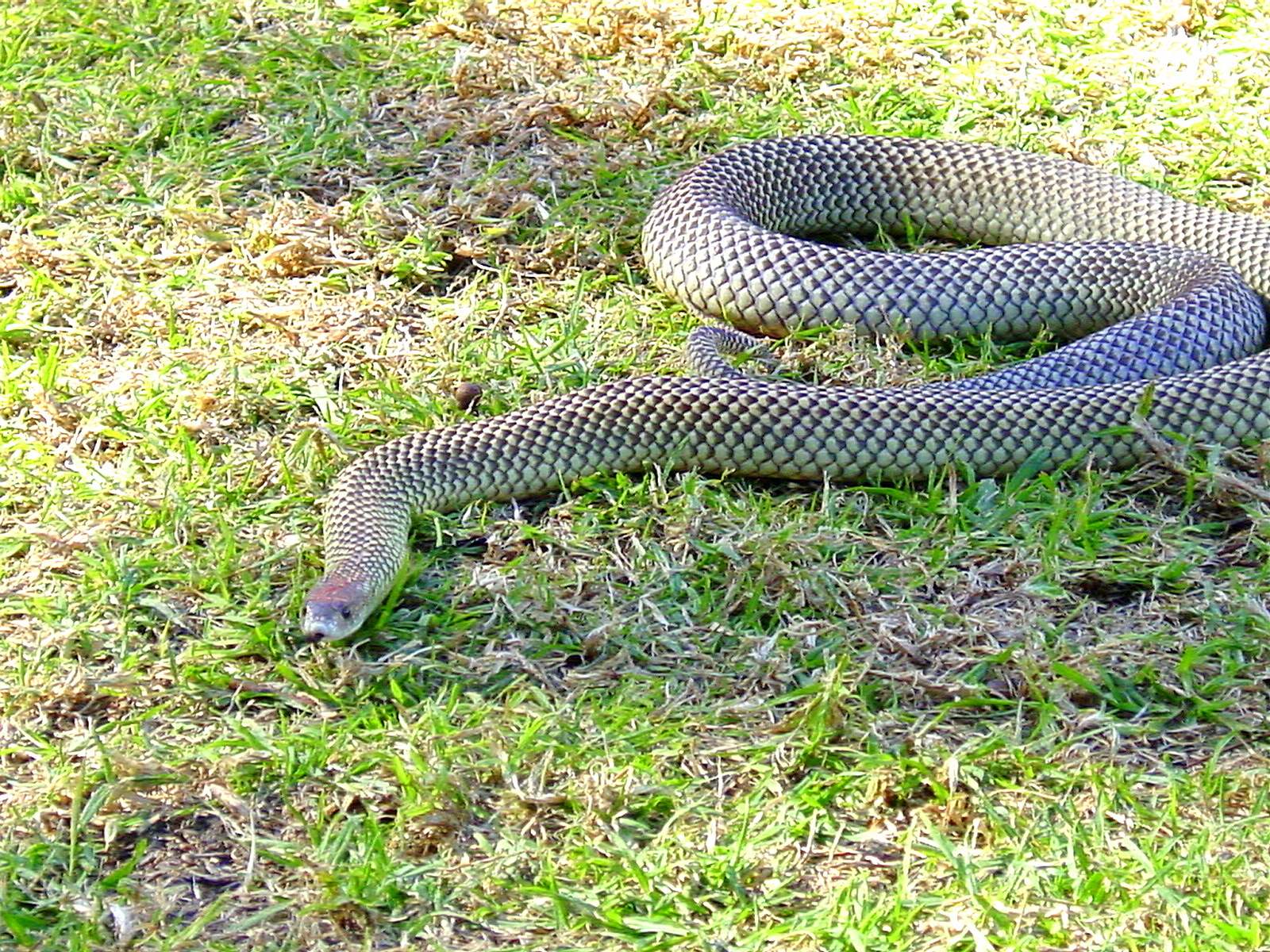